# Даниела Илиевска
Даниела Илиевска (на македонска литературна норма: Даниела Илиевска) е скулпторка и керамичка от Северна Македония.

## Биография
Родена е в 1983 година в Ресен, тогава в Югославия. Средно образование завършва в Скопие. След това завършва Факултета за художествени изкуства в Скопския университет, специалност Скулптура в 2007 година в класа на Беди Ибрахим. Работи като професор. Илиевска участва в колективни изложби. В 2010 година участва в международна изложба на керамика в Словения.